# 蒸汽船
蒸氣轮船，或稱蒸汽船、汽船、汽艇。

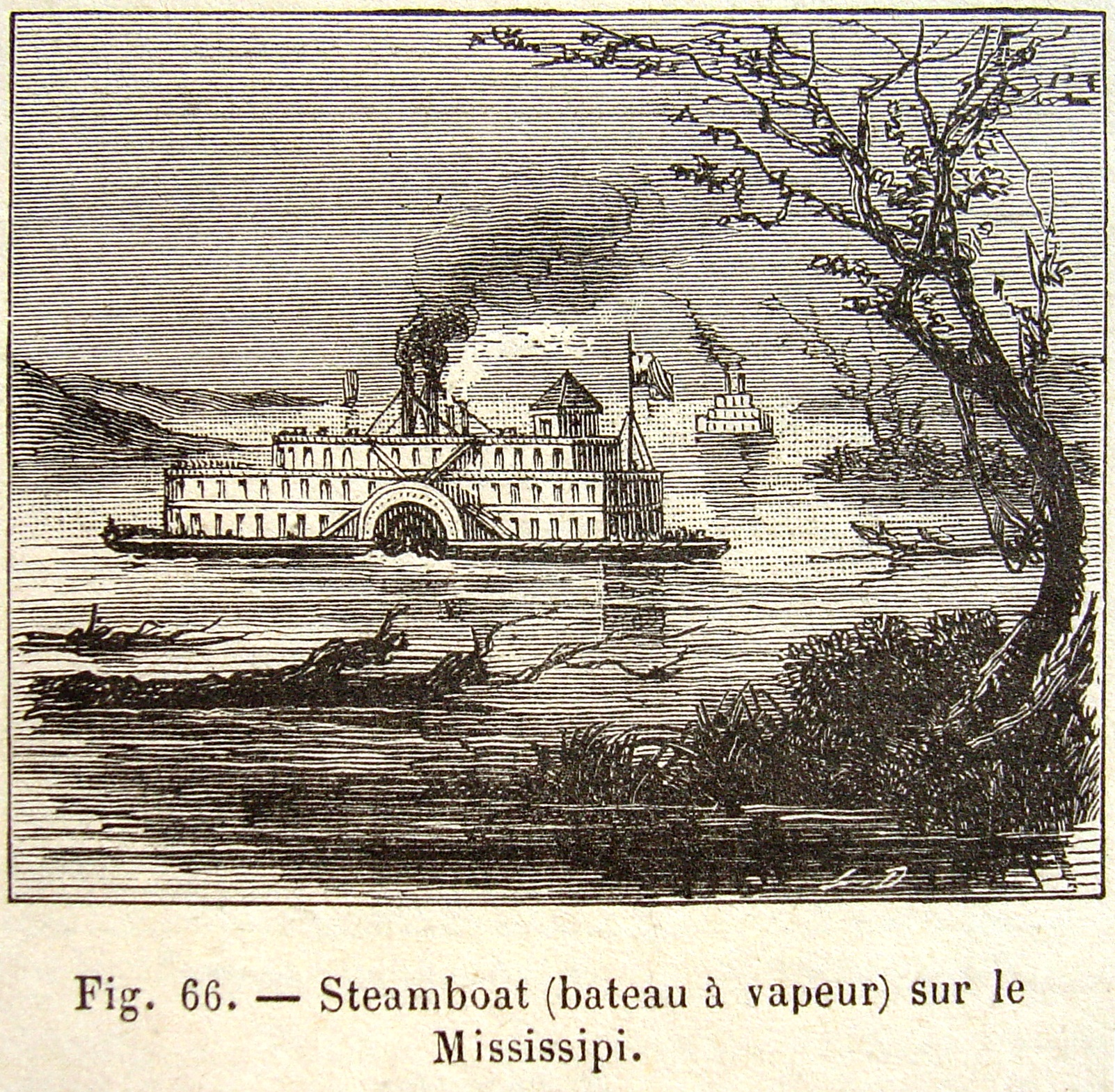
在密西西比河航行的蒸汽外輪船，1888年。

在汉语中，轮船一般有狭义和广义两種用法，广义上，轮船泛指所有大的、机械推进的船只，这篇文章主要描写狭义的轮船定义。狭义上，轮船是指用汽轮机推进的船只。轮船的推进有两种方式，一种是以蹼轮推进的外輪船，一种是以螺旋桨推进。
第一艘可以使用的蒸汽轮船是1783年下水的。1807年罗伯特·富尔顿建造了一种在河流上使用的轮船，这种船还带有帆，它的最高速度是4.5节（8.3千米/小时）。它在纽约和奥尔巴尼之间用为渡轮。

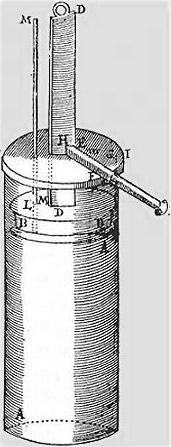
汽缸和活塞，1690年

蒸汽机由三个部分组成：蒸汽炉、汽缸和冷凝器。在蒸汽炉中，通过燃烧过程水沸腾为蒸汽。通过管道蒸汽被送到汽缸。阀门控制蒸汽到达汽缸的时间。蒸汽在汽缸内推动活塞做功，冷却的蒸汽通过管道被引入冷凝器重新凝结为水。这个过程在蒸汽机运动时不断重复。一般的蒸汽机有三个汽缸组成一个组。蒸汽机直接将活塞的上下运动转化为船轴的旋转运动。今年新造的蒸汽机中还包含了一个小的涡轮机，从汽缸中出来的蒸汽还可以利用它的余热在推动这个涡轮机来提高整个驱动装置的效率。这个涡轮机也与船的螺旋浆轴相连。现代蒸汽船的蒸汽机还有其它提高其效率的机构。往往有多个汽缸连在一起。蒸汽从一个汽缸出来后还被输入下一个汽缸。这些汽缸的直径一个比上一个大。这样虽然蒸汽的压力在每通过一个汽缸后不断减小，但它对每个活塞施加的总的力却是相同的。